# Poeten og Lillemor i forårshumør
Poeten og Lillemor i forårshumør är en dansk komedifilm från 1961 i regi av Erik Balling.
Filmen bygger på Jørgen Mogensens tecknade serie Poeten och Lillemor.

## Rollista i urval
- Henning Moritzen - Poeten
- Helle Virkner - Lillemor
- Eva Nystad - Lotte
- Ove Sprogøe - Anton
- Lis Løwert - Vera
- Dirch Passer - bagaren
- Judy Gringer - Lise
- Bodil Udsen - barnmorskan
- Karl Stegger - slaktaren
- Poul Bundgaard - bagarlärling
- Helge Kjærulff-Schmidt - bilhandlaren
- Palle Huld - reseledaren